# Провулок Рататюків
Прову́лок Рататюкі́в — провулок у Голосіївському районі міста Києва, місцевість Забайків'я. Пролягає від Забайківської вулиці до кінця забудови.

## Історія
Провулок виник наприкінці XIX — на початку XX століття під сучасною назвою, за прізвищем домовласників. Близько 1913 року провулок отримав назву Романівський. 
З 1944 року мав назву Перекопський. З 1955 року — провулок Профінтерну, на честь Червоного Інтернаціоналу профспілок (діяв у 1921–1937 роках).
Сучасну історичну назву вулиці відновлено 2015 року